# Dream Empire
Dream Empire er en dansk dokumentarfilm fra 2016 instrueret af David Borenstein.

## Handling
Yana er en 24-årig landsbypige, der lige er flyttet til byen Chongqing i Kina for at forfølge sin livsdrøm. Tiltrukket af den historiske kinesiske boligbobles let tjente penge, starter hun et agentur for udlændinge, designet specifikt til at hjælpe kinesiske bygherrer med at markedsføre deres nye byggeprojekter. Men hendes virksomhed tager en tvivlsom drejning, da hendes kunder bliver brugt i et forsøg på at transformere afsides provinsielle spøgelsesbyer til 'globaliserede byer i rivende udvikling', hver gang investorer og politiske ledere kommer på besøg. Da boligboblen brister, er Yana tvunget til at sælge sin virksomhed og må hun afvise alt det, hun hidtil har troet på.